# Alcis honensis
Alcis honensis là một loài bướm đêm trong họ Geometridae.